# Saint-Jean-Cap-Ferrat

Saint-Jean-Cap-Ferrat este o comună în departamentul Alpes-Maritimes din sud-estul Franței. În 1 ianuarie 2022 avea o populație de 1.476 de locuitori.